# Obila velutina
Obila velutina là một loài bướm đêm trong họ Geometridae.